# McDonnell XP-67
Le McDonnell XP-67 Bat était un prototype d’intercepteur bimoteur à long rayon d’action. Le projet fut annulé à la suite de performance décevante. Le seul exemplaire construit fut détruit lors d'un incendie. Il fut le seul appareil à hélices développé par McDonnell.

## Origine
En 1940, l’US Army Air Corps lance le projet R-40C demandant un intercepteur, très rapide à long rayon d’action et haute altitude capable de détruire les bombardiers ennemis. La demande reste vague et encourage les différents constructeurs à produire un avion d’un concept diffèrent, capable de surpasser tous les avions existants.
Plusieurs constructeurs présentèrent 23 projets, dont Bell avec son XP-52, Vultee avec son XP-54, Curtiss Wright avec le XP-55 et Northrop avec le XP-56. Le point commun de ces appareils étant leur configuration avancé et originale pour l’époque.

## Développement

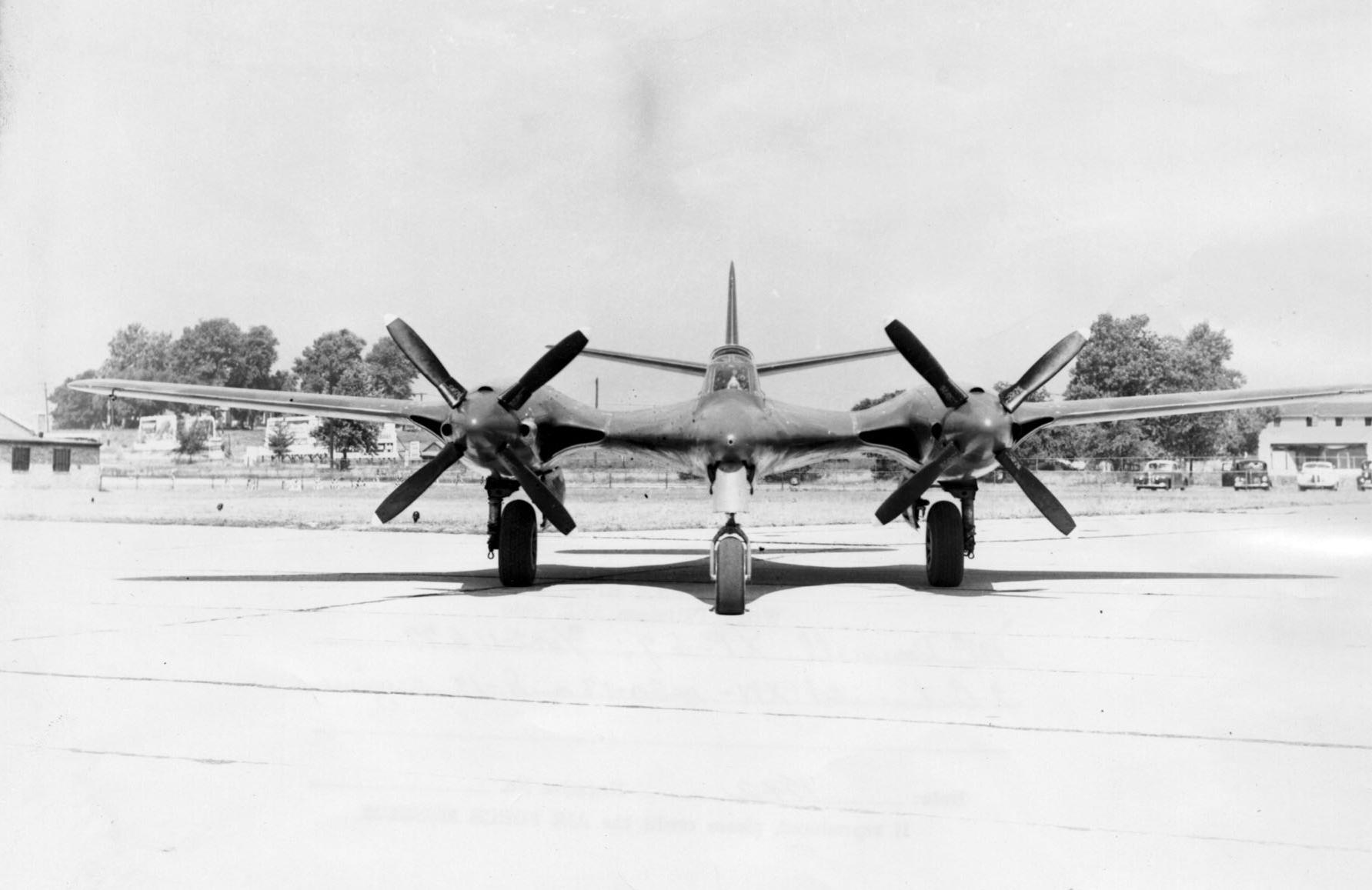
McDonnell XP-67 vu de face.

L’US Army Corps signa un contrat avec McDonnell le 30 septembre 1941 pour la production d’un appareil bimoteur, surnommé Bomber Destroyer' en référence à sa mission, mais officiellement Bat au vu de sa forme. Deux prototypes furent construits. L’appareil était conçu autour d'un fuselage porteur avec des nacelles moteurs intégrées entre le fuselage et les ailes. Son design était en avance pour son temps.
Il était plus grand que le P-38 Lightning mais plus petit que le P-61 Black Widow qui fut le plus grand chasseur utilisé par l’US Army Air Force pendant la Seconde Guerre mondiale. Son armement était constitué de six canons de 37 mm, un des systèmes d’armes le plus important pour un chasseur de son époque. Néanmoins ces performances n’étant pas exceptionnelles, l’USAAF annula le projet et se tourna vers des constructeurs plus aguerris et un design plus classique.

## Description
L’appareil était un monoplace, monoplan à aile médiane disposant d’un cockpit pressurisé. Il avait un train d’atterrissage tricycle escamotable. Il était propulsé par deux moteurs Continental XIV-1430-17/19.
Il était prévu d’équiper les P-67 de série avec 6 canons de 37 mm, mais cet armement ne fut jamais monté sur le prototype.